# 桓齮
桓齮（？—前229年），戰國末年秦國將軍。

## 人物生平
秦王政十一年（前237年），桓齮与王翦和杨端和攻趙，取邺九城。秦王政十三年，桓齮在秦赵平阳之战中击毙赵将扈辄，斩首十万赵军。
秦王政十四年，也就是赵王迁二年（前233年），桓齮再次大破赵军于宜安并杀死其将军，彻底攻克了平阳、武城。面对桓齮无可阻挡的攻势，赵国忙从北方调来李牧并以之为将。当桓齮從上黨越太行山進攻趙的赤麗、宜安（石家莊東南），與趙將李牧战于肥下（宜安东北），為李牧所敗，桓齮全军覆灭，仅率少量亲兵逃出。前229年桓齮随王翦一起与井径关的李牧对峙，在战斗中为李牧所杀。

## 爭議
楊寬於2003年的著作《戰國史》認為桓齮就是樊於期，但所持理由僅兩人名稱發音相似，記載時間接近，時代差距無法考證文字讀音，記載時間接近者眾，因此此說僅為假說，尚未證實，理由亦不充分。